# Ezio Luzzi
Ezio Luzzi (Santa Fe, 10 dicembre 1933) è un giornalista e conduttore radiofonico italiano; è considerato uno dei pionieri del giornalismo radiofonico italiano del dopoguerra.

## Biografia
Il padre Cesare, nativo di Terracina, era emigrato con la famiglia in Argentina. Si era stabilito a Santa Fe dove aveva trovato lavoro come custode dello stadio del Club Atlético Colón. Qui nacque Ezio, ultimo di quattro figli. Nel 1937 la famiglia tornò in Italia stabilendosi a Roma. Dopo i primi bombardamenti della Seconda guerra mondiale si trasferirono a Terni, dove abitava una zia materna. Qui Luzzi trascorse la giovinezza.
Dopo aver militato nelle giovanili della Ternana come portiere tra la fine degli anni quaranta e l'inizio dei cinquanta, appende le scarpette al chiodo e si dà al giornalismo sportivo. Il suo esordio in Rai avviene nel 1960, anno in cui inizia Tutto il calcio minuto per minuto, condotto allora da Roberto Bortoluzzi, seguito da Massimo De Luca e infine da Alfredo Provenzali. Le sue radiocronache hanno riguardato, soprattutto, le partite più importanti del campionato di Serie B. Insieme con lui prendevano i microfoni altre colonne storiche di Tutto il calcio: Claudio Ferretti, Sandro Ciotti ed Enrico Ameri.
Tra le trasmissioni da lui condotte: Radio anch'io sport in onda il lunedì mattina, Tentiamo il 13, Domenica Sport, Millevoci Sport e anche Ho perso il trend in coppia con Ernesto Bassignano, programma che trattava in modo ironico di politica e gossip. Ha anche curato varie rubriche e servizi per il Giornale Radio Rai, tra cui la pagina sportiva all'interno del GR2 Radiosera. Voce fissa della Nazionale italiana di calcio, Luzzi, con Ameri e Ciotti, ha preso parte a ben 8 edizioni dei Campionati del Mondo: da Messico 1970 a Francia 1998.
Negli anni novanta, Luzzi ha continuato le radiocronache in Tutto il calcio minuto per minuto occupandosi del campionato di Serie B. Successivamente alternava le radiocronache in Serie A e Serie B che lasciò nel 1995 per dedicarsi al coordinamento dei radiocronisti essendo stato nominato caporedattore dello sport di Radiorai, carica che mantenne fino al 1998 e che lasciò per raggiunti limiti di età.
Nel GR delle ore 7,30 del 27 luglio 1996, durante le Olimpiadi di Atlanta fu il primo a dare la notizia dell'attentato terroristico al Centennial Olympic Park, precedendo addirittura la CNN come sottolineò l'agenzia ANSA con una nota delle ore 13,39. Nel suo libro Tutto il mio calcio minuto per minuto infatti ricordò l'evento scrivendo: «Mi trovavo lì, coordinavo la spedizione Rai e l’esplosione avvenne mentre stavo attraversando la piazza. La botta mi scaraventò a terra senza ferirmi. Mi rialzai pensando solo di tornare in studio e raccontarlo: arrivai prima della CNN, prima di tutti».
Luzzi ricevette il premio Telegatto d'oro dalle mani di Elettra Marconi, figlia di Guglielmo, durante la trasmissione musicale Roxy Bar di Red Ronnie. Ezio Luzzi è stato anche un volto televisivo: nel 1998 ha partecipato come ospite fisso alla trasmissione Telesogni condotta da Claudio Ferretti e Umberto Broccoli.
Nel gennaio 2010 torna al microfono di Tutto il calcio minuto per minuto, in occasione della puntata speciale per il cinquantesimo compleanno della trasmissione; nell'occasione affianca Emanuele Dotto a Genova per Genoa-Catania. Con l'inizio della stagione di Serie B 2011-2012, torna a commentare le partite del campionato cadetto all'interno di Sabato Sport, coadiuvato da Emanuele Dotto.